# Кирило-Ганнівка
Кири́ло-Га́ннівка — село в Україні, у Зіньківській міській громаді Полтавського району Полтавської області. Населення становить 402 осіб. До 2020 орган місцевого самоврядування — Кирило-Ганнівська сільська рада.

## Географія
Село розташоване на березі річки Мужева Долина, вище за течією межує з селом Шевченки, нижче за течією на відстані 1 км розташоване село Дамаска.
Річка в цьому місці пересихає, утворює невеликі загати. Поруч проходить автомобільна дорога Т 1710 (Р42).

## Походження назви
Назва походить від імені поміщика Кирила Тимченка та його дружини Ганни.

## Історія
На околицях села збереглося близько 60 курганів.
Засноване наприкінці XVIII століття. За ревізіями 1859—1882 років у колишньому власницькому селі, центрі Кирило-Ганнівської волості Зіньківського повіту Полтавської губернії існувала православна церква (Троїцька, 1802 року), волосна управа, парафіяльне училище, постоялий двір, 3 вітрових та 1 водяний млин, лавка, 3 земські школи, земська лікарня.
1 січня 1899 року в Кирило-Ганнівці була відкрита бібліотека-читальня. У фонді закладу перебувало 55 книг, завідувач закладу — Лука Телюнов. При бібліотеці була відкрита чайна комітету тверезості.
1906 року в селі відбувалися заворушення в маєтку Микитенка і Штанька, орендованому ними у цукрозаводчика Терещенка.
Радянську окупація розпочалась в січні 1918 року. 1926 року село стало центром сільської ради Опішнянського району.
У Національній книзі пам'яті жертв Голодомору 1932—1933 років в Україні перелічено 157 жителів села, що загинули від голоду.
Село у часи німецько-радянської війни було окуповане нацистськими військами з жовтня 1941 до вересня 1943 року. Загинуло на фронтах 208 односельчан, під час визволення села полягло 495 радянських воїнів.
12 червня 2020 року, відповідно до розпорядження Кабінету Міністрів України № 721-р «Про визначення адміністративних центрів та затвердження територій територіальних громад Полтавської області», село увійшло до складу Зіньківської міської громади.
19 липня 2020 року, в результаті адміністративно - територіальної реформи та ліквідації Зіньківського району, село увійшло до складу новоутвореного Полтавського району Полтавської області.

## Демографія

### Чисельність
1859 року у власницькому селі налічувалось 60 дворів, мешкала 301 особа (143 чоловічої статі та 158 — жіночої).
Станом на 1885 рік у колишньому власницькому селі мешкало 309 осіб, налічувалось 56 дворових господарств.
1900 село належить до Кирило-Ганнівської громади селян-власників, у якій було 67 дворів, 425 жителів, 214 дес. землі. 1910 у селі — 74 двори, 459 жителів.
1926 року — 117 господарств, 528 жителів.
| 1859 | 1885 | 1900 | 1910 | 1926 | 1990 | 2001 |
| ---- | ---- | ---- | ---- | ---- | ---- | ---- |
| 301  | 309  | 425  | 459  | 528  | 380  | 402  |
|      | ▲    | ▲    | ▲    | ▲    | ▼    | ▲    |

### Мова
Розподіл населення за рідною мовою за даними перепису 2001 року:
| Мова       | Кількість | Відсоток |
| ---------- | --------- | -------- |
| українська | 391       | 97.26%   |
| російська  | 17        | 2.49%    |
| білоруська | 1         | 0.25%    |
| Усього     | 402       | 100%     |

## Економіка
У Кирило-Ганнівці працює три сільськогосподарських товариства, що спеціалізується на вирощуванні зернових та технічних культур.

## Інфраструктура
У селі — загальноосвітня школа І-ІІІ ступенів, фельдшерсько-акушерський пункт, дошкільний навчальний заклад, парк, Будинок культури, бібліотека.

## Архітектура
У Кирило-Ганнівці збудовані такі пам'ятники:
- Меморіальний комплекс: надгробок на братській могилі радянських воїнів, полеглим 1943 року при визволенні села (збудований 1971 року);
- пам'ятник воїнам-односельчанам, загиблим у роки німецько-радянської війни (збудований 1971 року).

## Релігія
- Троїцька церква УПЦ МП. Зареєстрована у червні 2001 року. Богослужіння проводяться у молитовному будинку, освяченому у червні 2003 року[11]
- Троїцька церква УПЦ КП. Перша будівля храму збудована 1802 року на кошти надвірного радника Кирила Тимченка. Мурована, з прибудованою дзвіницею. При церкві діяла бібліотека, школа грамоти, церковнопарафіяльна жіноча школа. 1902 року налічувалось 1369 парафіян чоловічої та 1397 — жіночої статей.
У новітній час богослужіння проводяться з липня 2001 року. Для релігійних відправ використовується молитовний будинок.

## Відомі люди
- Телюков Василь Андрійович (1916—1998) — повний кавалер ордена Слави.
- Лещенко Іван Федорович — перекладач та журналіст журналу «Дніпро».